# Dipartimento di El Alto
El Alto è un dipartimento argentino, situato nella parte centro-orientale della provincia di Catamarca, con capoluogo El Alto.

## Geografia fisica
Esso confina con la provincia di Santiago del Estero e con i dipartimenti di La Paz, Ancasti, Valle Viejo, Paclín e Santa Rosa.

## Società

### Evoluzione demografica
Secondo il censimento del 2001, su un territorio di 2.327 km², la popolazione ammontava a 3.400 abitanti, con un aumento demografico del 14,06% rispetto al censimento del 1991.

## Amministrazione
Nel 2001 il dipartimento comprendeva i seguenti comuni (municipios in spagnolo):
- El Alto
- Tapso